# Banyun jezici
Banyun jezici (privatni kod: bany) jedna od tri podskupine istočni senegalsko-gvinejski jezika iz Senegala i Gvineje Bisau. 
Obuhvaća (3) jezika među kojima su najznačajniji bainouk-gunyuño [bab], 8.860 (2006) u Gvineji Bisau i bainouk-gunyaamolo [bcz], 6.220 u Senegalu (2006) gdje je nacionalni jezik. Najmanji među njima je bainouk-samik [bcb], kojim govori oko 1.850 ljudi (2006) u raštrkanim selima oko 20 km istočno od Ziguinchora u Senegalu.

## Vanjske poveznice
- Ethnologue (14th)
- Ethnologue (15th)